# Rajd Turcji 2003
Rezultaty Rajdu Turcji (4th Rally of Turkey), eliminacji Rajdowych Mistrzostw Świata w 2003 roku, który odbył się w dniach 27 lutego – 2 marca. Była to trzecia runda czempionatu w tamtym roku i pierwsza szutrowa, a także druga w Junior WRC. Bazą rajdu było miasto Antalya. Zwycięzcami rajdu została hiszpańska załoga Carlos Sainz i Marc Martí jadąca Citroënem Xsarą WRC. Wyprzedzili oni Brytyjczyków Richarda Burnsa i Roberta Reida w Peugeocie 206 WRC oraz Belgów François Duvala i Stéphane'a Prévota w Fordzie Focusie WRC. Z kolei w Junior WRC zwyciężyli Finowie Kosti Katajamäki i Miikka Anttila, jadący Volkswagenem Polo S1600.
Rajdu nie ukończyło sześciu kierowców fabrycznych. Fin Harri Rovanperä w Peugeocie 206 WRC wycofał się na 13. odcinku specjalnym z powodu uszkodzenia tylnej osi. Jego rodak Mikko Hirvonen w Fordzie Focusie WRC wycofał się na 4. odcinku specjalnym po awarii zawiszenia. Norweg Petter Solberg w Subaru Imprezie WRC również odpadł z rywalizacji na 4. oesie (awaria układu kierowniczego). Z kolei Niemiec Armin Schwarz w Hyundaiu Accencie WRC wycofał się na 7. oesie z powodu awarii zawieszenia. Francuzi Didier Auriol w Škodzie Octavii WRC i Sébastien Loeb w Citroënie Xsarze WRC odpadli kolejno na 6. (awaria silnika) i 3. oesie (brak paliwa).

## Klasyfikacja ostateczna (punktujący zawodnicy)
| Miejsce  | Zawodnik              | Pilot            | Samochód              | Czas      | Strata   | Grupa | Punkty |
| WRC      | WRC                   | WRC              | WRC                   | WRC       | WRC      | WRC   | WRC    |
| -------- | --------------------- | ---------------- | --------------------- | --------- | -------- | ----- | ------ |
| 1.       | Carlos Sainz          | Marc Martí       | Citroën Xsara WRC     | 4:32:14.1 |          | A8 M  | 10     |
| 2.       | Richard Burns         | Robert Reid      | Peugeot 206 WRC       | 4:33:02.0 | +47.9    | A8 M  | 8      |
| 3.       | François Duval        | Stéphane Prévot  | Ford Focus WRC        | 4:34:00.6 | +1:46.5  | A8 M  | 6      |
| 4.       | Colin McRae           | Derek Ringer     | Citroën Xsara WRC     | 4:34:23.2 | +2:09.1  | A8 M  | 5      |
| 5.       | Gilles Panizzi        | Hervé Panizzi    | Peugeot 206 WRC       | 4:34:55.7 | +2:41.6  | A8    | 4      |
| 6.       | Markko Märtin         | Michael Park     | Ford Focus WRC        | 4:35:39.0 | +3:24.9  | A8 M  | 3      |
| 7.       | Toni Gardemeister     | Paavo Lukander   | Škoda Octavia WRC     | 4:37:27.1 | +5:13.0  | A8 M  | 2      |
| 8.       | Tommi Mäkinen         | Kaj Lindström    | Subaru Impreza WRC    | 4:39:32.7 | +7:18.6  | A8 M  | 1      |
| 9.       | Marcus Grönholm       | Timo Rautiainen  | Peugeot 206 WRC       | 4:43:06.3 | +10:52.2 | A8 M  |        |
| 10.      | Freddy Loix           | Sven Smeets      | Hyundai Accent WRC3   | 4:43:54.5 | +11:40.4 | A8 M  |        |
| JWRC     |                       |                  |                       |           |          |       |        |
| 1. (15.) | Kosti Katajamäki      | Miikka Anttila   | Volkswagen Polo S1600 | 5:08:56.6 |          | A6    | 10     |
| 2. (16.) | Salvador Cañellas     | Xavier Amigo     | Suzuki Ignis S1600    | 5:14:01.4 | +5:04.8  | A6    | 8      |
| 3. (18.) | Guy Wilks             | Phil Pugh        | Ford Puma S1600       | 5:18:05.1 | +9:08.5  | A6    | 6      |
| 4. (19.) | Ville-Pertti Teuronen | Harri Kaapro     | Suzuki Ignis S1600    | 5:22:19.2 | +13:22.6 | A6    | 5      |
| 5. (21.) | Luca Cecchettini      | Marco Muzzarelli | Fiat Punto S1600      | 5:38:05.6 | +29:09.0 | A6    | 4      |
| 6. (24.) | Abdo Feghali          | Joseph Matar     | Ford Puma S1600       | 5:50:18.0 | +41:21.4 | A6    | 3      |
| 7. (26.) | Dimityr Iliew         | Petar Siwow      | Peugeot 206 XS S1600  | 6:06:39.4 | +57:42.8 | A6    | 2      |

1. ↑  Litera M przy oznaczeniu grupy do której należy samochód oznacza, iż tylko ci kierowcy zdobywali punkty dla swoich zespołów liczonych w klasyfikacji producentów na koniec sezonu.

## Zwycięzcy odcinków specjalnych
| Dzień      | Odcinek | G. rozp. | Nazwa             | Długość | Zwycięzca                      | Czas    | Lider rajdu     |
| ---------- | ------- | -------- | ----------------- | ------- | ------------------------------ | ------- | --------------- |
| 1 (27 LUT) | SS1     | 19:00    | Efes Pilsen SSS 1 | 1.55km  | Marcus Grönholm                | 1:12.1  | Marcus Grönholm |
| 2 (28 LUT) | SS2     | 09:01    | Simena 1          | 2.73km  | Petter Solberg Harri Rovanperä | 1:52.7  | Petter Solberg  |
| 2 (28 LUT) | SS3     | 09:39    | Phaselis 1        | 16.42km | Petter Solberg                 | 12:28.6 | Petter Solberg  |
| 2 (28 LUT) | SS4     | 10:27    | Silyon 1          | 29.87km | Harri Rovanperä                | 23:51.8 | Harri Rovanperä |
| 2 (28 LUT) | SS5     | 13:45    | Perge 1           | 14.91km | Markko Märtin                  | 11:50.5 | Harri Rovanperä |
| 2 (28 LUT) | SS6     | 14:48    | Silyon 2          | 29.87km | Harri Rovanperä                | 23:19.1 | Harri Rovanperä |
| 3 (1 MAR)  | SS7     | 07:11    | Olympos 1         | 20.44km | Harri Rovanperä                | 16:45.1 | Harri Rovanperä |
| 3 (1 MAR)  | SS8     | 07:54    | Kumluca 1         | 28.92km | Carlos Sainz                   | 24:47.0 | Harri Rovanperä |
| 3 (1 MAR)  | SS9     | 11:02    | Phaselis 2        | 15.48km | Marcus Grönholm                | 13:45.2 | Harri Rovanperä |
| 3 (1 MAR)  | SS10    | 11:55    | Myra 1            | 24.10km | Carlos Sainz                   | 5:34.9  | Carlos Sainz    |
| 3 (1 MAR)  | SS11    | 12:58    | Kemer 1           | 20.29km | Richard Burns                  | 15:06.8 | Carlos Sainz    |
| 3 (1 MAR)  | SS12    | 15:01    | Olympos 2         | 20.44km | Markko Märtin                  | 16:29.6 | Carlos Sainz    |
| 3 (1 MAR)  | SS13    | 15:44    | Kumluca 2         | 28.92km | Carlos Sainz                   | 24:27.1 | Carlos Sainz    |
| 4 (2 MAR)  | SS14    | 08:01    | Simena 2          | 2.73km  | Colin McRae                    | 1:51.3  | Carlos Sainz    |
| 4 (2 MAR)  | SS15    | 08:49    | Myra 2            | 24.10km | Richard Burns                  | 21:20.7 | Carlos Sainz    |
| 4 (2 MAR)  | SS16    | 09:32    | Arykanda          | 12.00km | François Duval                 | 8:13.4  | Carlos Sainz    |
| 4 (2 MAR)  | SS17    | 13:00    | Perge 2           | 24.97km | Marcus Grönholm                | 18:13.8 | Carlos Sainz    |
| 4 (2 MAR)  | SS18    | 14:13    | Kemer 2           | 20.50km | Marcus Grönholm                | 14:46.5 | Carlos Sainz    |

## Klasyfikacja po 3 rundach
Tabele przedstawiają tylko pięć pierwszych miejsc.

### Kierowcy
| Lp. | Kierowca       | Pkt |
| --- | -------------- | --- |
| 1   | Richard Burns  | 18  |
| 2   | Colin McRae    | 17  |
| 3   | Carlos Sainz   | 16  |
| 4   | Markko Märtin  | 13  |
| 5   | Sébastien Loeb | 12  |

### Producenci
| Lp. | Producent              | Pkt |
| --- | ---------------------- | --- |
| 1   | Citroën Total          | 39  |
| 2   | Marlboro Peugeot Total | 31  |
| 3   | Ford Rallye Sport      | 25  |
| 4   | 555 Subaru WRT         | 13  |
| 5   | Škoda Motorsport       | 6   |